# Markus Subramaniam
Markus Subramaniam (* 1986 in Dachau) ist ein deutscher Schauspieler und Musiker.

## Leben

### Anfänge und Ausbildung
Markus Subramaniam, dessen Vater aus Sri Lanka stammt, wuchs in der Nähe von Stuttgart in Rudersberg-Steinenberg auf, wo er seine Kindergarten- und Grundschulzeit verbrachte. Später zog er dann an den Tegernsee nach Bayern, um dort sein Abitur zu machen.
Markus Subramaniam betätigte sich frühzeitig im künstlerischen Bereich. Mit etwa zehn Jahren begann er mit dem Klavierspiel. Durch Schulaufführungen kam er zum Theater, wo er am Gymnasium ab der sechsten Klasse in Theateraufführungen mitwirkte, zunächst bei Sketch-Abenden, in der Oberstufe dann bei abendfüllenden Aufführungen. Im letzten Schuljahr nahm er in München privaten Schauspielunterricht, um sich auf die Vorsprechen an den Schauspielschulen vorzubereiten. Nach dem Abitur absolvierte er ab 2006 sein Schauspielstudium am Max Reinhardt Seminar in Wien, das er im Sommer 2010 abschloss. Während seines Studiums spielte er unter anderem als erste Rolle den Robin in Sarah Kanes Bühnenstück Gesäubert, anschließend den „ernsten“ und „vielschichtigen“ John in Lantana von Andrew Bovell und Ende September 2009 im Rahmen des Reinhardt-Seminar-Festivals „Zorn!“ den jungen Gio in der österreichischen Erstaufführung des Theaterstücks Georgia von Nino Haratischwili; darin verkörperte er den Bruder einer jungen Georgierin, die nach Deutschland gezogen ist, um der familiären, sozialen und politischen Situation in ihrem Heimatland zu entfliehen. Im Juni 2009 gastierte Subramaniam im Rahmen von Gastspielen bei Schauspielschul-Festivals in Warschau, Amsterdam und Zürich.

### Theater
Mit Beginn der Spielzeit 2010/11 war Subramaniam ab September 2010 bis zum Ende der Spielzeit 2014/15 als festes Ensemblemitglied am Landestheater Linz engagiert.
Zu seinen Bühnenrollen dort gehörten u. a. der sozialistische Maurerpolier Paul John in Die Ratten (Premiere: Mai 2011), der erfolgreiche Jurist und Sohn Bernard in Tod eines Handlungsreisenden (Premiere: März 2011), Karl Moor in Schillers Frühwerk Die Räuber (Premiere: Jänner 2011), Sergeant Brophy in Arsen und Spitzenhäubchen (Premiere: Jänner 2013), König Alfonso in Die Jüdin von Toledo (Premiere: September 2012), der Kaufmann Abdulin in Der Revisor (Premiere: Mai 2013), der Shakespear'sche Othello (Premiere: Januar 2014) und der marokkanische Fremdarbeiter Ali in der Fassbinder-Bühnenfassung Angst essen Seele auf (Premiere: Mai 2014).
Seit 2014 arbeitet Subramaniam als freischaffender Schauspieler. In den Spielzeiten 2014/15 und 2015/16 war er als Gast am Vorarlberger Landestheater engagiert. Dort trat er erneut als John in Lantana auf, außerdem als König Diomedes im Kleist-Stück Penthesilea und als Tayo in der Uraufführung des Theaterstücks Medusas Floß von Petra Maria Kraxner. In der Spielzeit 2017/18 war er als Gast am Staatstheater Kassel engagiert.

### Film und Fernsehen
Seit 2008 steht Subramaniam auch für Film und Fernsehen vor der Kamera. Über ein Casting erhielt er eine Rolle in Dariusz Kowalskis Kunstfilm Interrogation Room, der im Kunsthaus Graz gezeigt wurde. Die Kurzversion des Films war anschließend als Diagonale-Trailer in den Kinos zu sehen.
In dem österreichischen Coming-of-Age-Film Chucks (2015) von Sabine Hiebler und Gerhard Ertl verkörperte er eine der Hauptrollen, für die er mehr als zehn Kilo abnahm, den mit HIV und Hepatitis C infizierten, sanften, humorvollen und „weisen“ 21-jährigen Paul. Unter der Regie von Brigitte Maria Mayer wirkte er als Jünger Johannes in dem Crowdfunding-Projekt Jesus Cries (2015; neben Sabin Tambrea als Jesus Christus in der Hauptrolle) mit.
Im November 2016 war Subramaniam in der österreichischen Krimiserie SOKO Donau in einer Episodenrolle zu sehen; er spielte den Juristen Joseph Muntari, einen früheren ehrenamtlichen Mitarbeiter in einem Wiener Flüchtlingsheim, der als Ex-Freund des Mordopfers unter Tatverdacht gerät.

### Musik und Privates
Subramaniam ist auch als Musiker und Songwriter aktiv. Seit Dezember 2014 ist er, gemeinsam mit Tomá Ivanov, Teil des Electronic-Duos „Butter“. Seine Musik orientiert sich am Elektropop, bezieht in den Kompositionen aber auch Populärmusik und Klassik mit ein.  Mitte 2016 veröffentlichte das Duo sein Debüt-Album mit dem Titel Eckstein.
Subramaniam lebt in Linz, Wien und München.

## Filmografie (Auswahl)
- 2008: Interrogation Room (Kurzfilm)
- 2015: Chucks (Kinofilm)
- 2015: Jesus Cries (Kinofilm)
- 2016: SOKO Donau: Die verlorenen Kinder (Fernsehserie, eine Folge)
- 2023–2025: Dahoam is Dahoam (Fernsehserie)